# Березья
Березья́ (фр. Béréziat) — коммуна во Франции, находится в регионе Рона — Альпы. Департамент — Эн. Входит в состав кантона Монревель-ан-Брес. Округ коммуны — Бурк-ан-Брес.
Код INSEE коммуны — 01040.

## География
Коммуна расположена приблизительно в 350 км к юго-востоку от Парижа, в 70 км севернее Лиона, в 23 км к северо-западу от Бурк-ан-Бреса.

## Климат
Климат полуконтинентальный с холодной зимой и тёплым летом. Дожди бывают нечасто, в основном летом.

## История
Первое упоминание о деревне датируется IX веком.

## Население
Население коммуны на 2010 год составляло 445 человек.
| 1962 | 1968 | 1975 | 1982 | 1990 | 1999 | 2010 |
| ---- | ---- | ---- | ---- | ---- | ---- | ---- |
| 383  | 298  | 284  | 282  | 308  | 341  | 445  |

## Администрация
| Период | Период | Фамилия         | Партия | Примечания |
| ------ | ------ | --------------- | ------ | ---------- |
| 1995   | 2001   | Реми Перрен     |        |            |
| 2008   | 2014   | Эвелин Дюбуа    |        |            |
| 2014   | 2020   | Жан-Жак Тевенон |        |            |

## Экономика
В 2010 году среди 278 человек трудоспособного возраста (15—64 лет) 234 были экономически активными, 44 — неактивными (показатель активности — 84,2 %, в 1999 году было 72,4 %). Из 234 активных жителей работали 219 человек (115 мужчин и 104 женщины), безработных было 15 (7 мужчин и 8 женщин). Среди 44 неактивных 19 человек были учениками или студентами, 16 — пенсионерами, 9 были неактивными по другим причинам.